# O Pilo
O Pilo es una entidad de población situada en la parroquia de Reádegos, del municipio español de Villamarín, en la provincia de Orense, Galicia.

## Demografía
La entidad de población de O Pilo no consta ni en las bases de datos del INE ni en las del IGE por lo que se desconocen los datos demográficos de la misma.